# Villa Gattoni Cattaneo
La villa Gattoni Cattaneo è una villa neoclassica posta nel centro abitato di Cornovecchio, nel basso Lodigiano.

## Storia
La villa, unico edificio di rilievo nella modesta borgata di Cornovecchio, fu fatta costruire nel 1821 in stile neoclassico dal nobile Pietro Maria Gattoni. È possibile che sia sorta sul sito dell'antico castello di Cornovecchio, di cui tuttavia si è persa ogni traccia.
In seguito la proprietà della villa passò alla famiglia Cattaneo.

## Caratteristiche
La villa si trova al limite orientale del paese, adiacente alla chiesa parrocchiale. Conta due piani ed è affiancata da due corpi rustici porticati che disegnano una corte aperta verso la campagna.
La facciata della villa, in stile neoclassico, possiede un ingresso porticato a tre archi sormontato da un timpano triangolare al cui centro è posto lo stemma nobiliare della famiglia Gattoni. Superiormente la costruzione è conclusa da una torretta belvedere posta al centro del corpo di fabbrica.
A nord della villa si estende il parco, disegnato all'inglese, nel quale si segnalano due platani secolari.
Gli ambienti interni sono disposti simmetricamente lungo due assi: la prospettiva nord-sud che dall'ingresso principale conduce al parco, e un corridoio longitudinale posto in direzione est-ovest. La sala principale al piano terra fu affrescata da Gerolamo Induno con motivi naturalistici e zoomorfi.